# Acanthagrion yungarum
Acanthagrion yungarum là một loài chuồn chuồn kim trong họ Coenagrionidae.
Acanthagrion yungarum được Ris miêu tả khoa học năm 1918.